# Solatopupa guidoni
Solatopupa guidoni é uma espécie de gastrópode  da família Chondrinidae.
Pode ser encontrada nos seguintes países: França e Itália.